# Nova (Marvel Comics)
Nova é um nome compartilhado por três personagens de banda desenhada da editora Marvel Comics.
- O primeiro, cujo nome verdadeiro é Richard Rider, foi criado por Marv Wolfman (roteiros) e John Buscema (desenhos), sua primeira aparição foi em Nova (Vol. 1) #1 (Setembro de 1976);[1]
- A segunda é Frankie Raye, criada por John Byrne (roteiros e desenhos),[2] que faz sua primeira aparição em The Fantastic Four (Vol. 1) #244 (Julho de 1982);
- O terceiro é Sam Alexander, criado por Jeph Loeb (roteiros) e Ed McGuinness (desenhos), cuja primeira aparição está em Marvel Point One #1 (2011).[3]

## Poderes e habilidades
Super força, a Força Nova concede para ele uma força que é capaz de erguer mais de 100 toneladas;
- Super constituição, com a Força Nova seus músculos são mais resistentes, pode ficar mais de 24 hrs sem que se canse;

- Velocidade supersônica, se canalizar uma boa quantia de Força Nova ele pode se mover em velocidades mais rápidas do que a luz;

- Agilidade e reflexos acima da média humana;

- Invulnerabilidade, seu corpo é altamente resistente a todas as formas de danos físicos podendo resistir a balas de alto calibre, quedas de alturas tremendas, a exposição a condições extremas de temperatura e pressão, explosões de energia poderosas, ácidos corrosivos, e a forças de impacto tremendo sem sofrer ferimentos, (já suportou força suficiente para destruir três Sistemas Solares)

- Vôo, pode usar a Força Nova para impulsionar-se através do ar a velocidades tremendas;

- Fator de cura regenerativo, canalizando Força Nova ele pode regenerar rapidamente tecidos danificados;

- Energia concussiva, pode canalizar a Força Nova e expelir a energia na forma de extremamente poderosas explosões concussiva, ele pode liberar pulsos extremamente poderosos, ele pode criar uma poderosa descarga eletromagnética que pode anular a gravidade.

- Poderes de gelo

- Manipulação Cósmica,pode controlar a posição de astros(planetas e estrelas).

### Equipamentos
O uniforme da Tropa Nova protege o usuário do vácuo espacial, bem como do intenso calor, e também lhe garante 6 horas de ar respirável.
Mente Global:
É um coletivo sapiente criado para governar e manter todas as formas de cultura Xandariana. A Mente Global contém todos os conhecimentos recolhidos pelo povo Xandariano incluindo arte, ciência, história e filosofia. Rider pode acessar qualquer aspecto desta tecnologia, comunicando com a Mente Global verbalmente ou mentalmente. Como resultado, muitas vezes a Mente Global contatou Rider espontaneamente e geralmente oferece conselhos, instruções, recomendações, e até mesmo críticas. Vinculada com Rider a Mente Global é altamente útil, no entanto, também no fato de que a Mente Global é crucial para ajudar a manter o controle da Força Nova.
Algumas outras características demonstradas pela Mente Global:
- Ajuda a conter a Força Nova, mantendo toda sua mente e sanidade intacta;

- Downloads dos perfis de oponentes diretamente para a mente de Rider;

- Detecta energia nas proximidades, incluindo aqueles usados em teletransporte;

- Pode assumir o controle do corpo de Rider enquanto ele dorme;

- Acesso a sistemas de computador fortemente protegidos;

- Analisar os atacantes, incluindo a detecção de surtos de adrenalina em seus corpos;

- Detecta a aproximação de super-humanos com poderes baseado em energia;

- Permite Rider para invadir as transmissões de TV via satélite, e transmitem sua voz e imagem para a TV;

- Pode proteger Rider de manipulação psiônica usando escudos psíquicos.